# Inkalilien
Die Inkalilien (Alstroemeria) sind eine Gattung in der Familie der Inkaliliengewächse (Alstroemeriaceae) innerhalb der Ordnung der Lilienartigen (Liliales), gehören also zu den Einkeimblättrigen Pflanzen (Liliopsida). Die Gattung wurde von Carl von Linné zu Ehren des schwedischen Kaufmanns und Botanikers Claes Alströmer (1736–1794) benannt. Es gibt etwa 126 Arten. Aus wenigen Arten wurden sehr viele Sorten gezüchtet, vor allem aus Alstroemeria aurea (Syn.: Alstroemeria aurantiaca). Die Hybriden sind beliebte Schnittblumen.

## Beschreibung

### Vegetative Merkmale
Alstroemeria-Arten wachsen als saisongrüne, ausdauernde krautige Pflanzen. Sie bilden Rhizome oder Knollen als Überdauerungsorgane. Die wechselständigen am Stängel verteilt angeordneten, resupinaten Laubblätter sind einfach und ganzrandig.

### Generative Merkmale
Die Blüten stehen einzeln oder in achsel- oder endständigen, traubigen oder doldigen Blütenständen (Infloreszenzen) mit laubblattähnlichen Hochblättern. Die zwittrigen, meist zygomorphen Blüten sind dreizählig. Es sind zwei Kreise mit je drei freien, spatelförmigen Blütenhüllblättern vorhanden, von denen nur die drei des äußeren Kreises gleichgestaltet sind. Die oberen Blütenhüllblätter des inneren Kreises sind bei den Naturformen und auch vielen Sorten gestreift. Am unteren Ende der Perigonblätter wird Nektar sezerniert. Es sind zwei Kreise mit je drei freien, dünnen Staubblättern vorhanden. Die auf einem ringförmigen Nektarium entspringenden Staubfäden sind aufwärts gebogen. Drei Fruchtblätter sind zu einem dreikammerigen, unterständigen Fruchtknoten. In jeder Fruchtknotenkammern stehen die vielen Samenanlagen in zwei Reihen. Der dreigabelige Griffel endet in drei kurz zurückgekrümmten Narben.
Blütenformel: {\displaystyle \downarrow P_{3+3}\;A_{3+3}\;G_{\overline {(3)}}}
Sie bilden lokulizidale Kapselfrüchte, die viele Samen enthalten.
Die Chromosomenbasiszahl ist n = 8.

## Verbreitung
Die Heimat sind die gemäßigten Zonen bis in die Tropen, in Südamerika und Mittelamerika, sowie Australien und Neuseeland. Die Inkalilien gehören damit zum süd-hemisphärischen Florenreich. Ihr Verbreitungsmuster gleicht damit dem von mindestens 28 anderen Blütenpflanzenfamilien.

## Systematik
1762 wurde die Gattungsname Alstroemeria von Carl von Linné in Planta Alströmeria aufgestellt und er benannte sie zu Ehren seines Studenten Claus Alstroemer (1736–1794). Die Typusart ist Alstroemeria salsilla L. Sie ist die Typusgattung der Familie der Alstroemeriaceae. Synonyme für Alstroemeria L. sind: Schickendantzia Pax, Taltalia Ehr. Bayer.

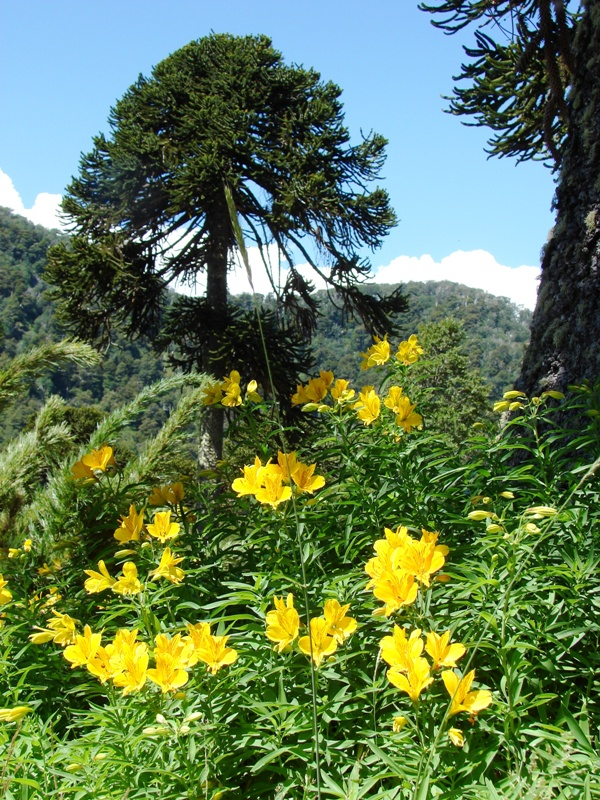
Goldene Inkalilie (Alstroemeria aurea) im Nationalpark Villarrica im südlichen Chile

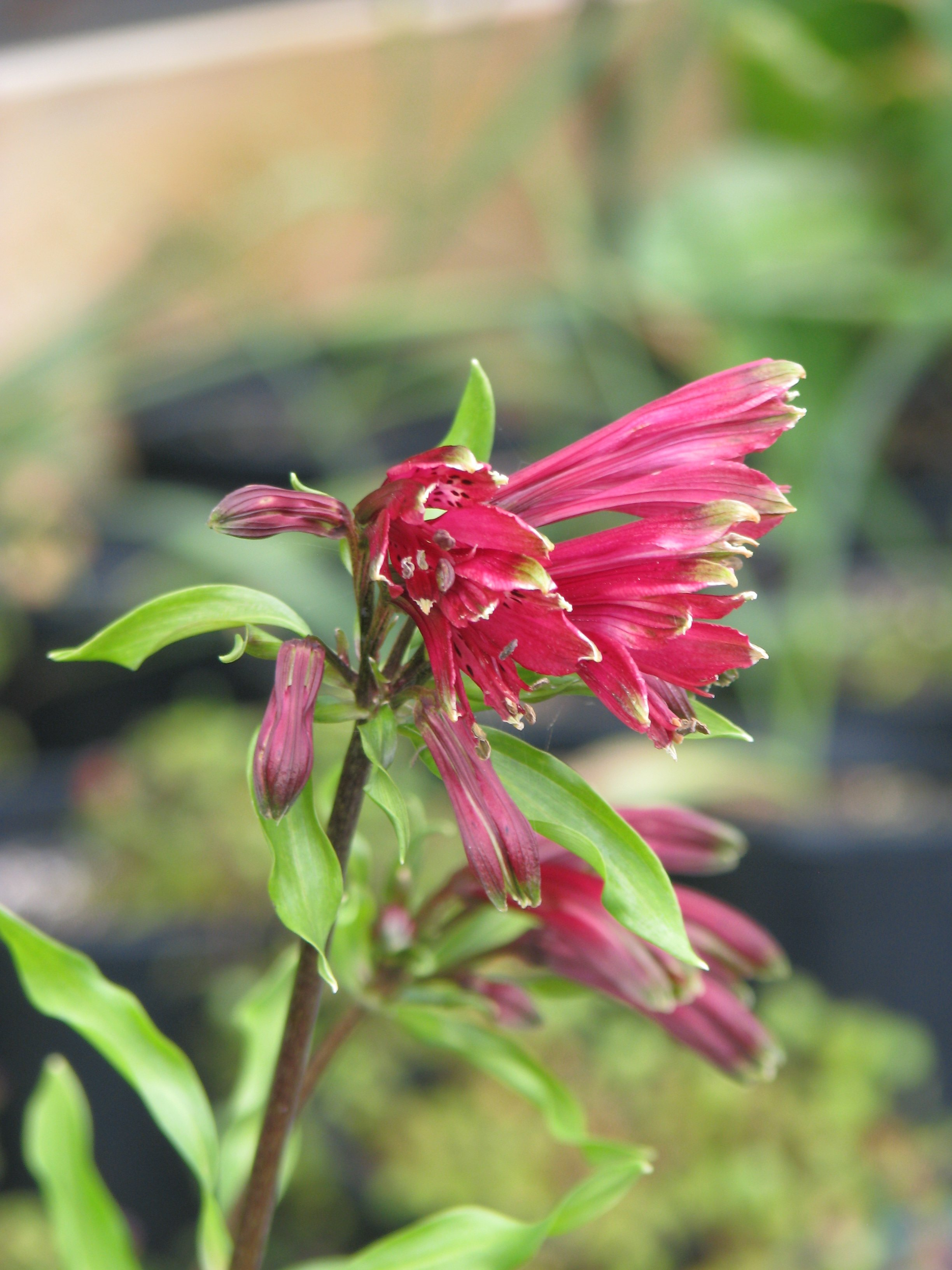
Alstroemeria brasiliensis

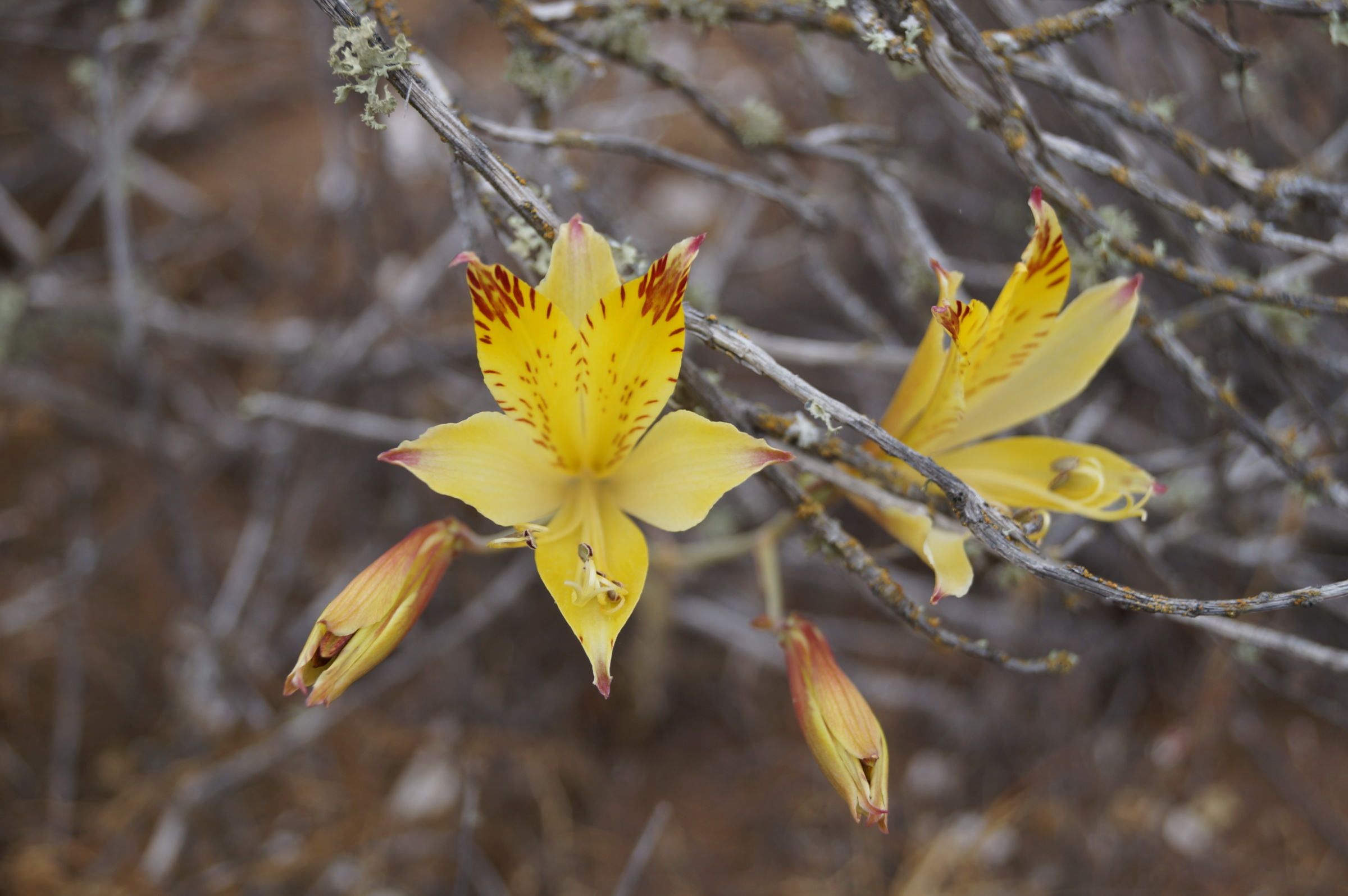
Alstroemeria diluta subsp. chrysantha

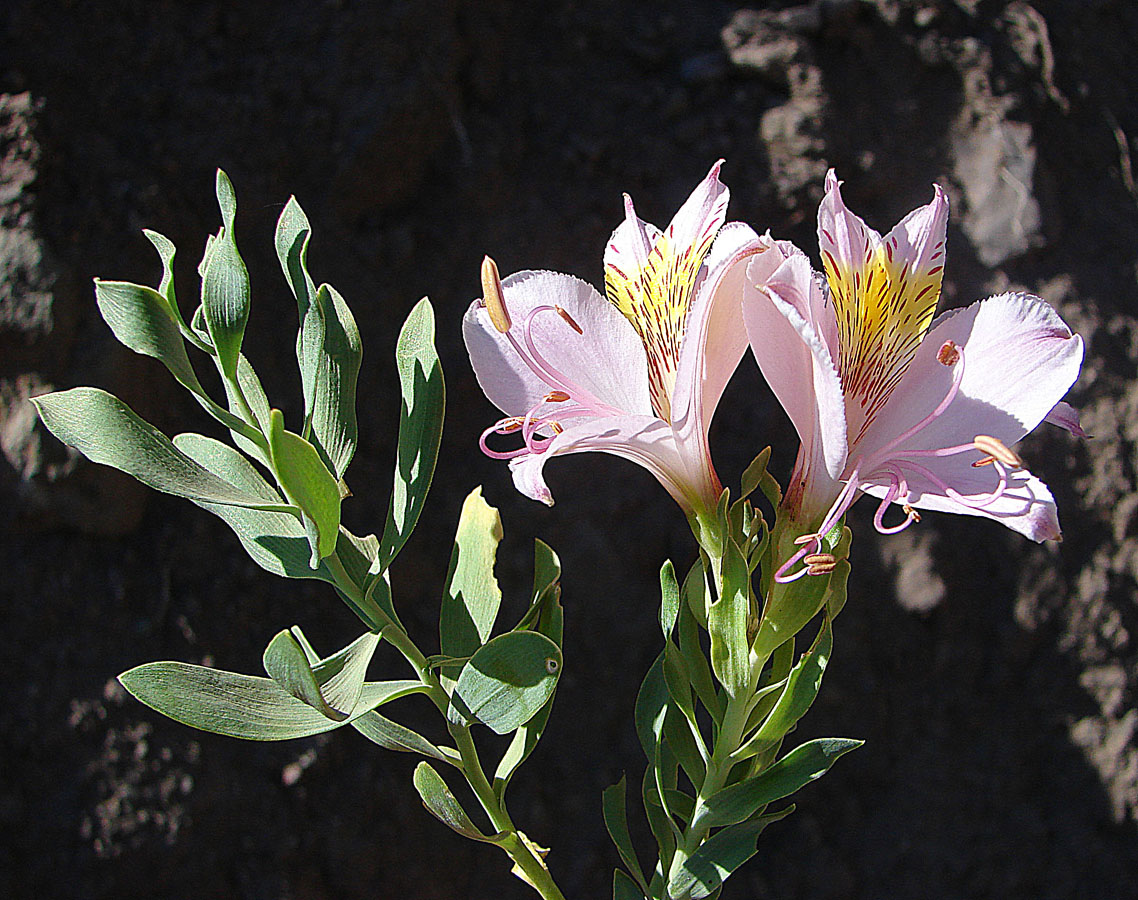
Alstroemeria exserens

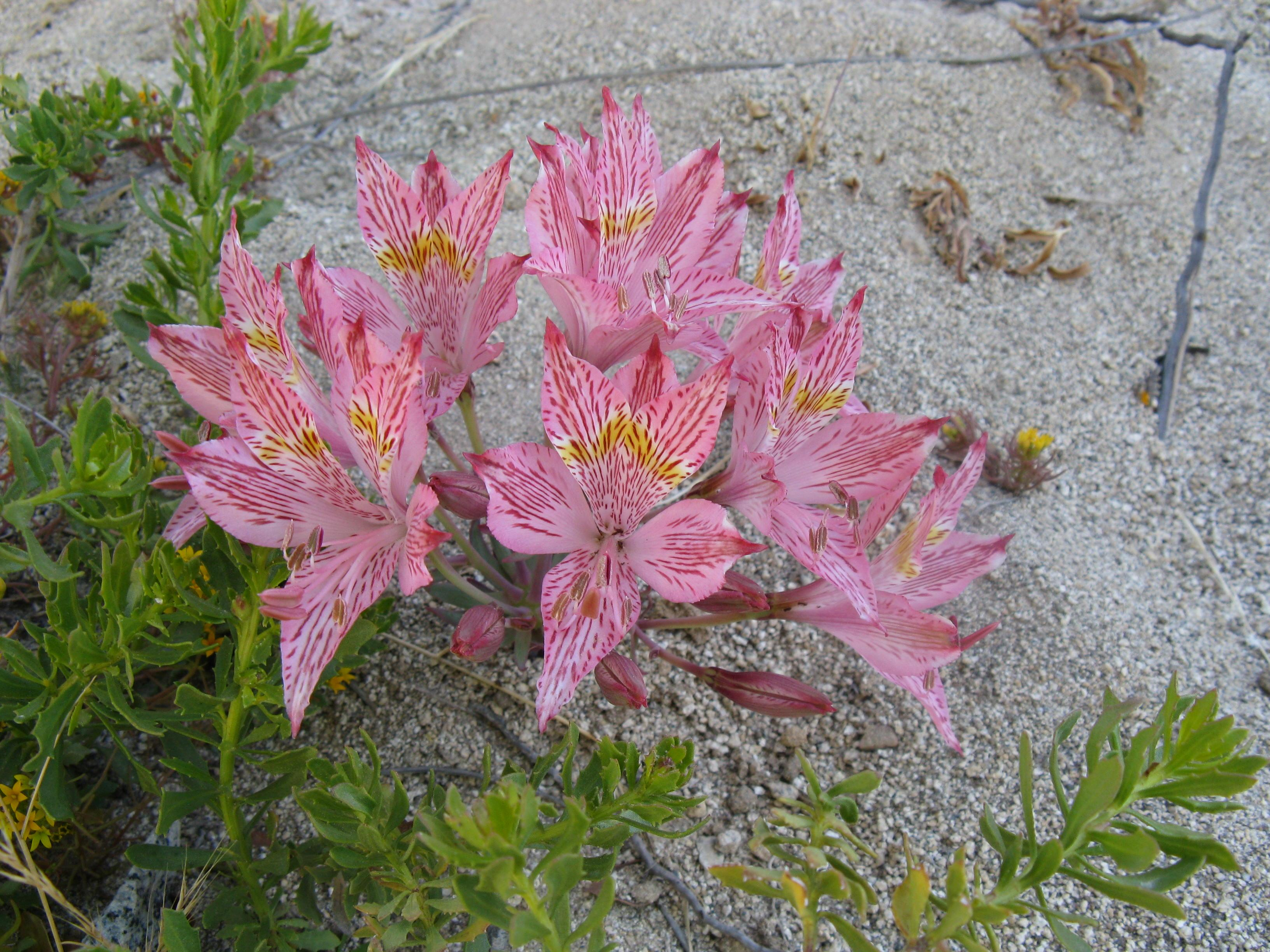
Alstroemeria garaventae

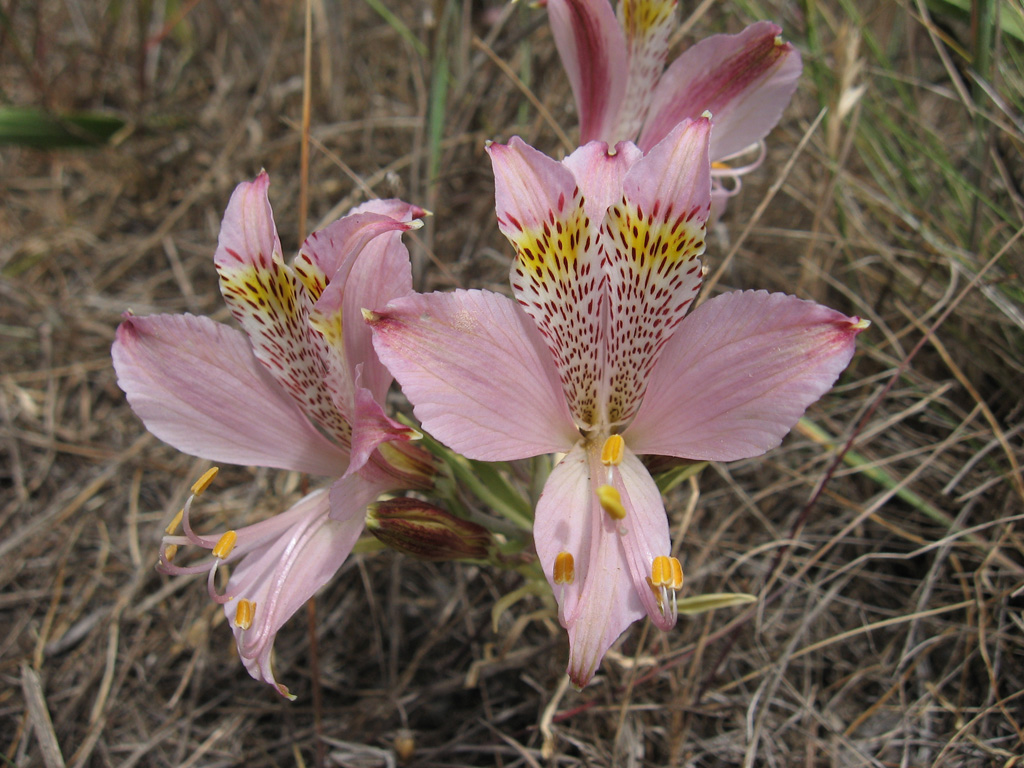
Alstroemeria hookeri

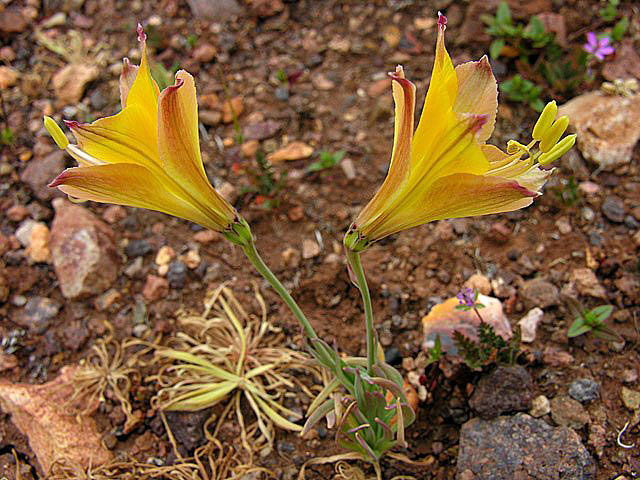
Alstroemeria kingii

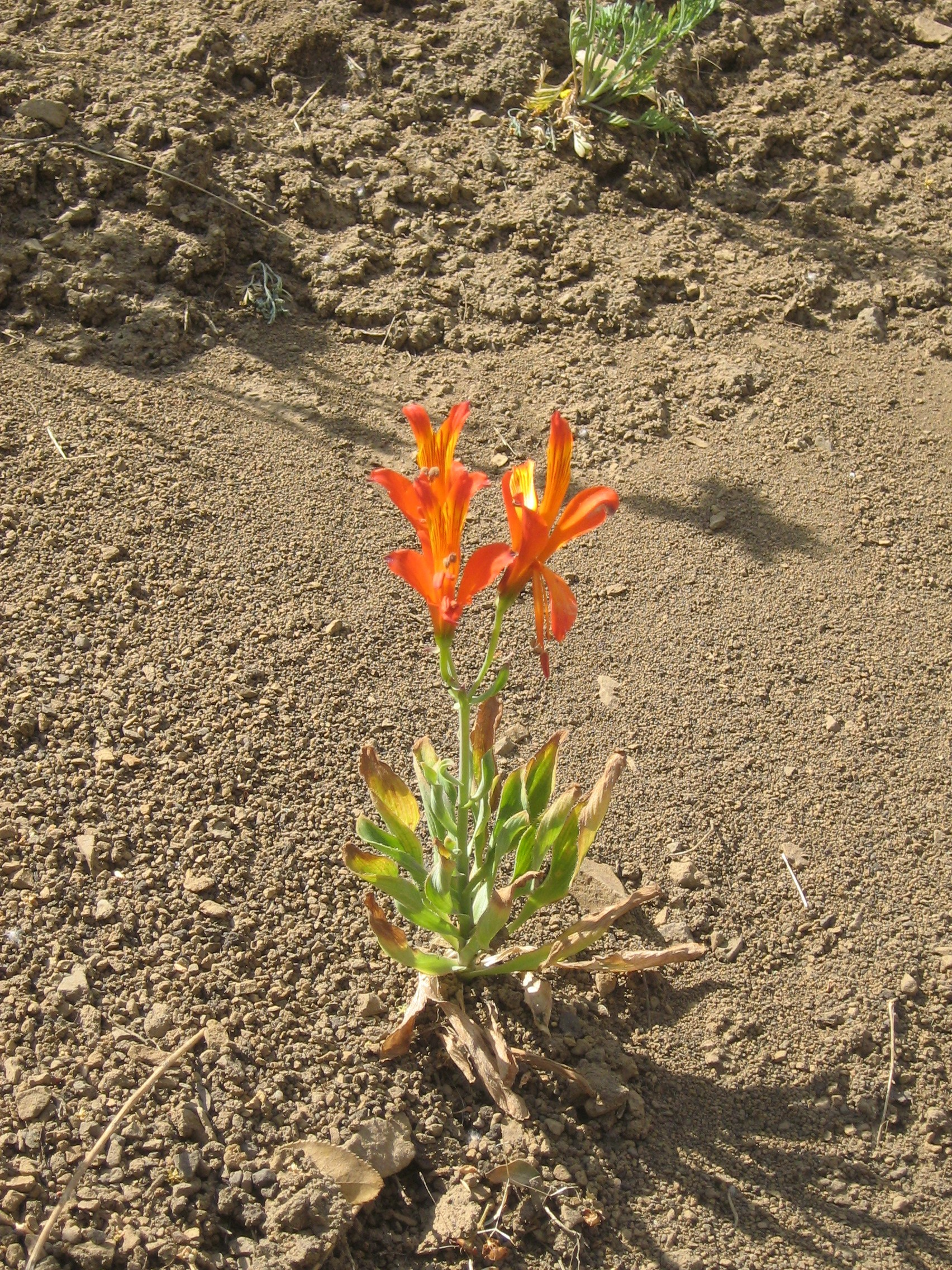
Alstroemeria ligtu

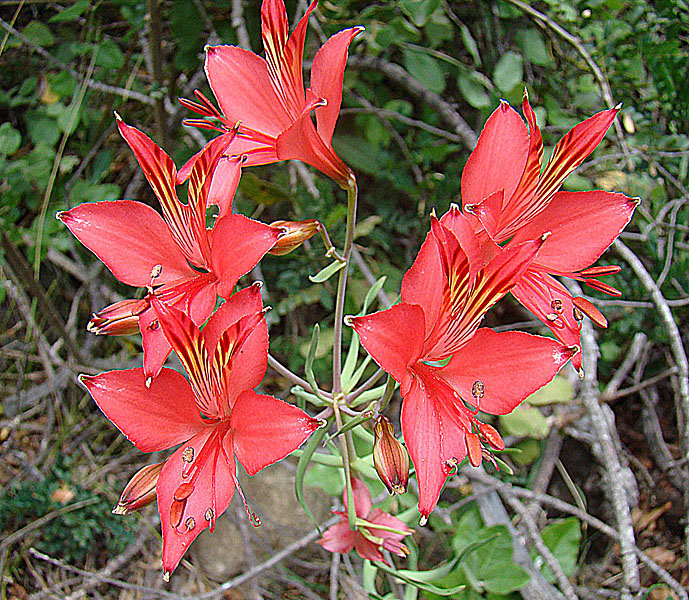
Gewöhnliche Inkalilie (Alstroemeria ligtu subsp. ligtu)

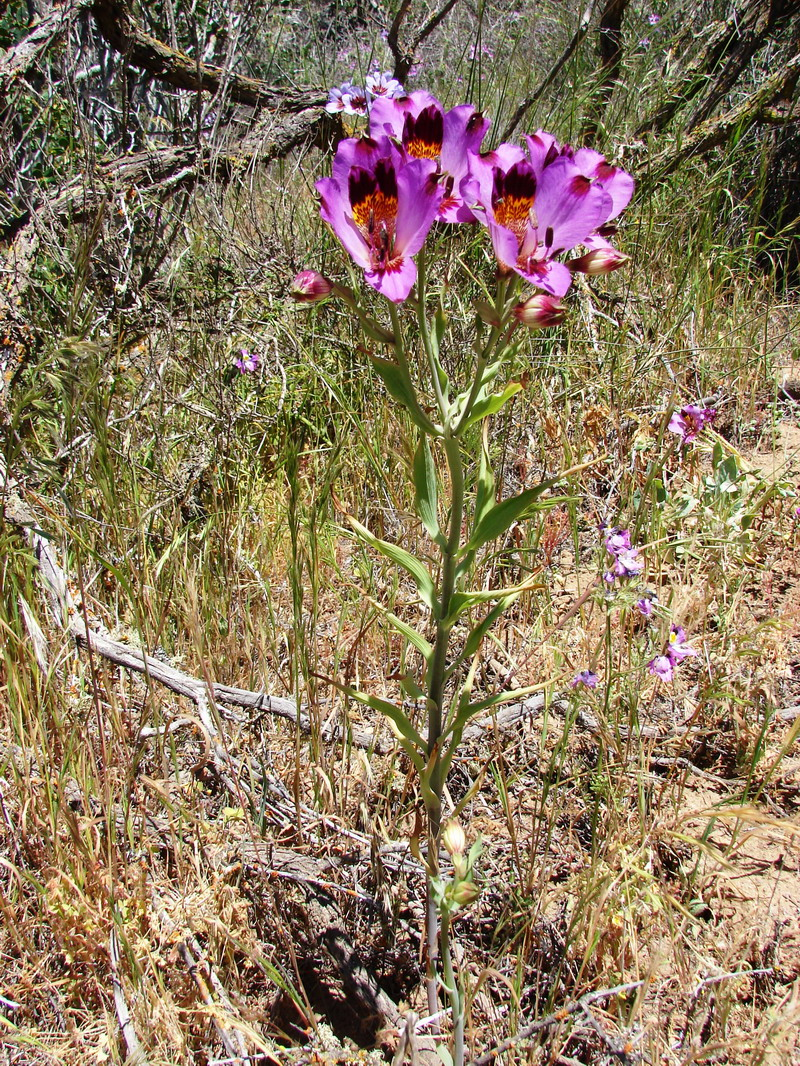
Alstroemeria magnifica

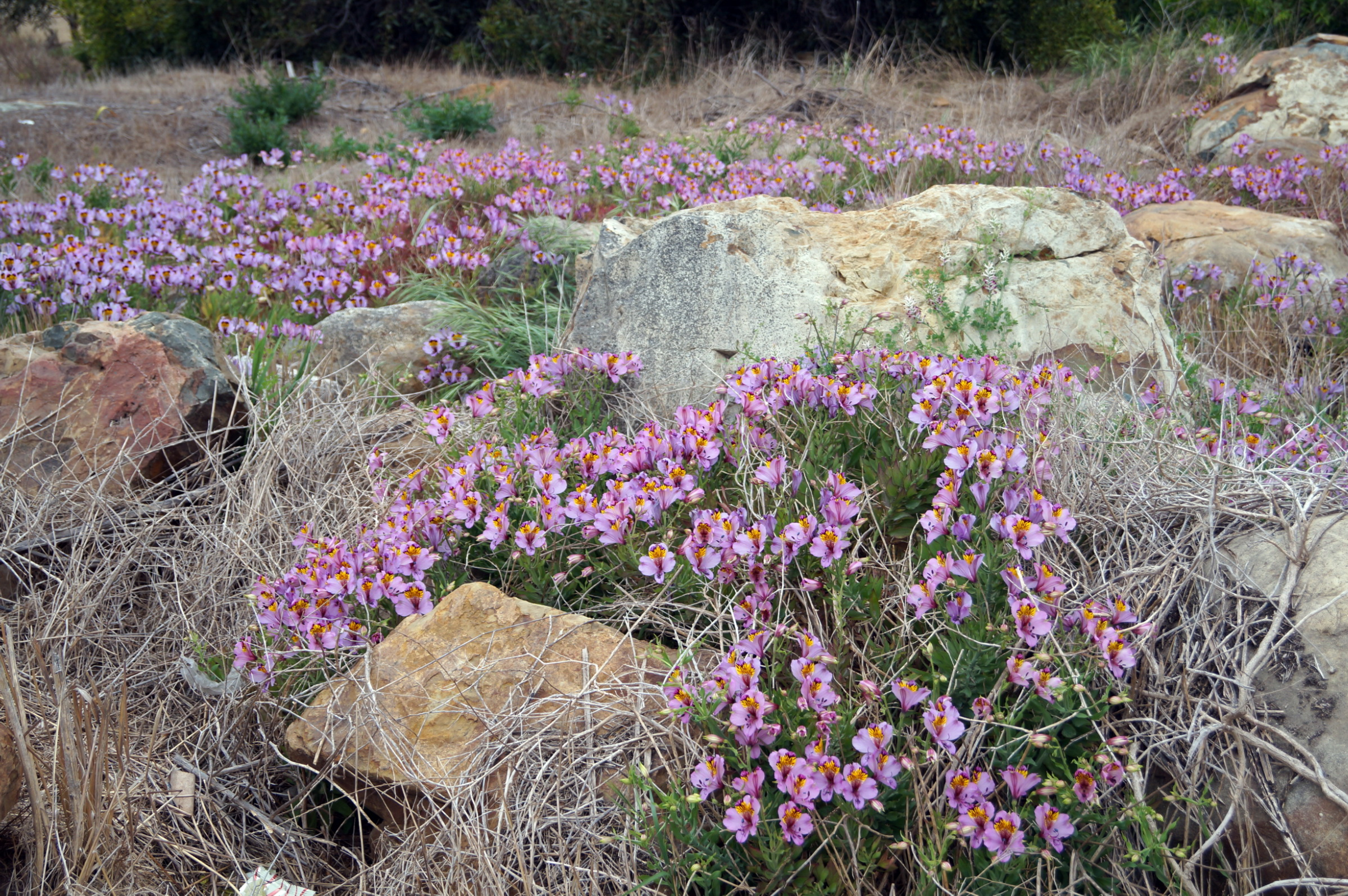
Alstroemeria magnifica var. magenta

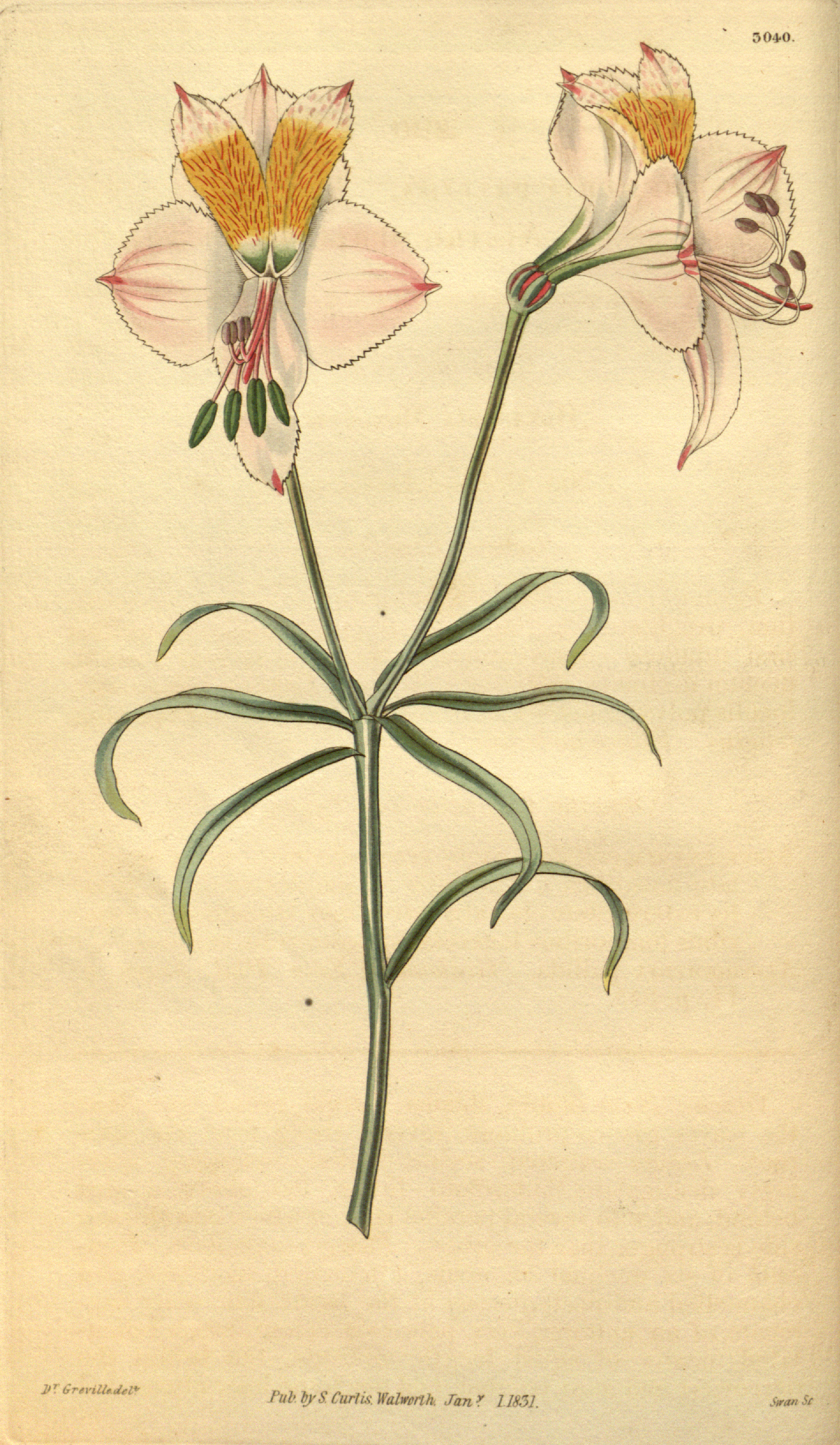
Illustration von Alstroemeria pallida

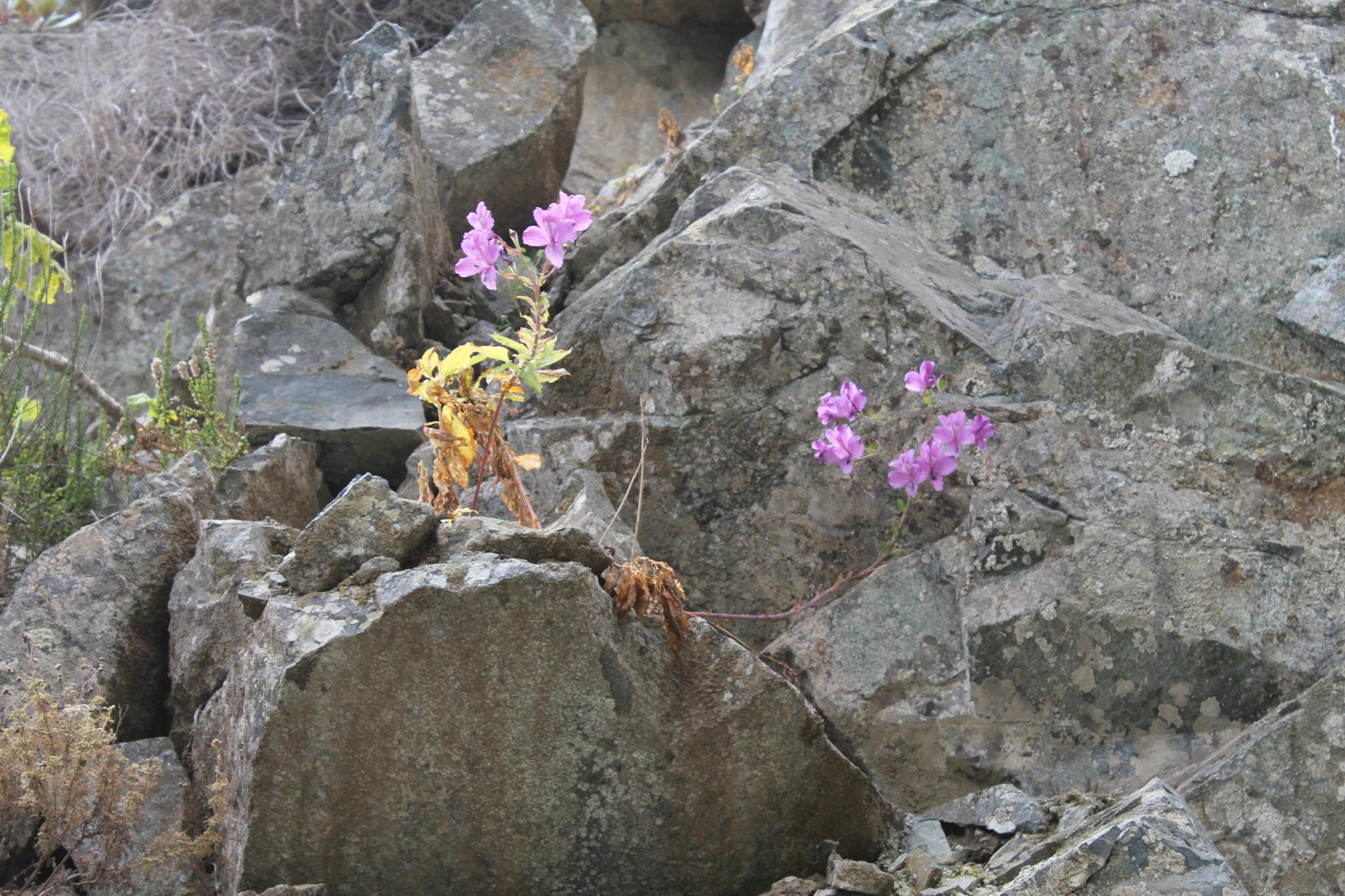
Alstroemeria paupercula

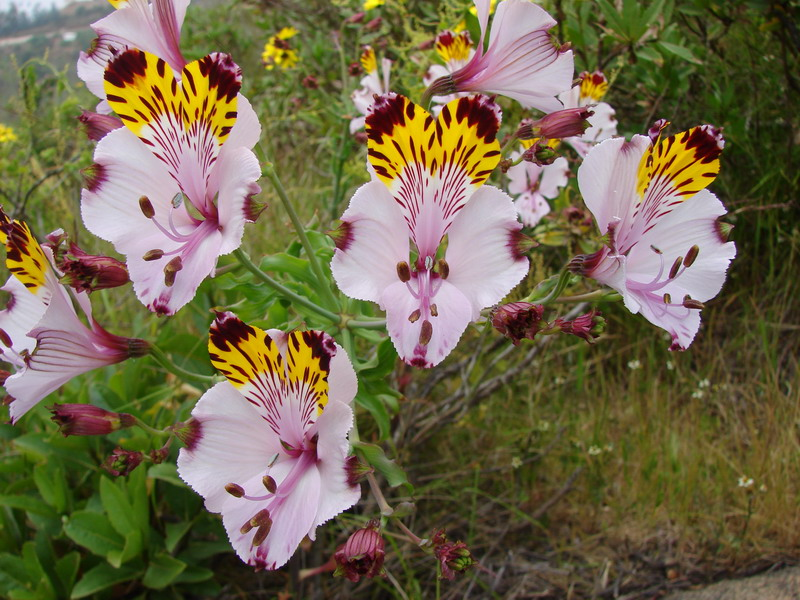
Alstroemeria pulchra

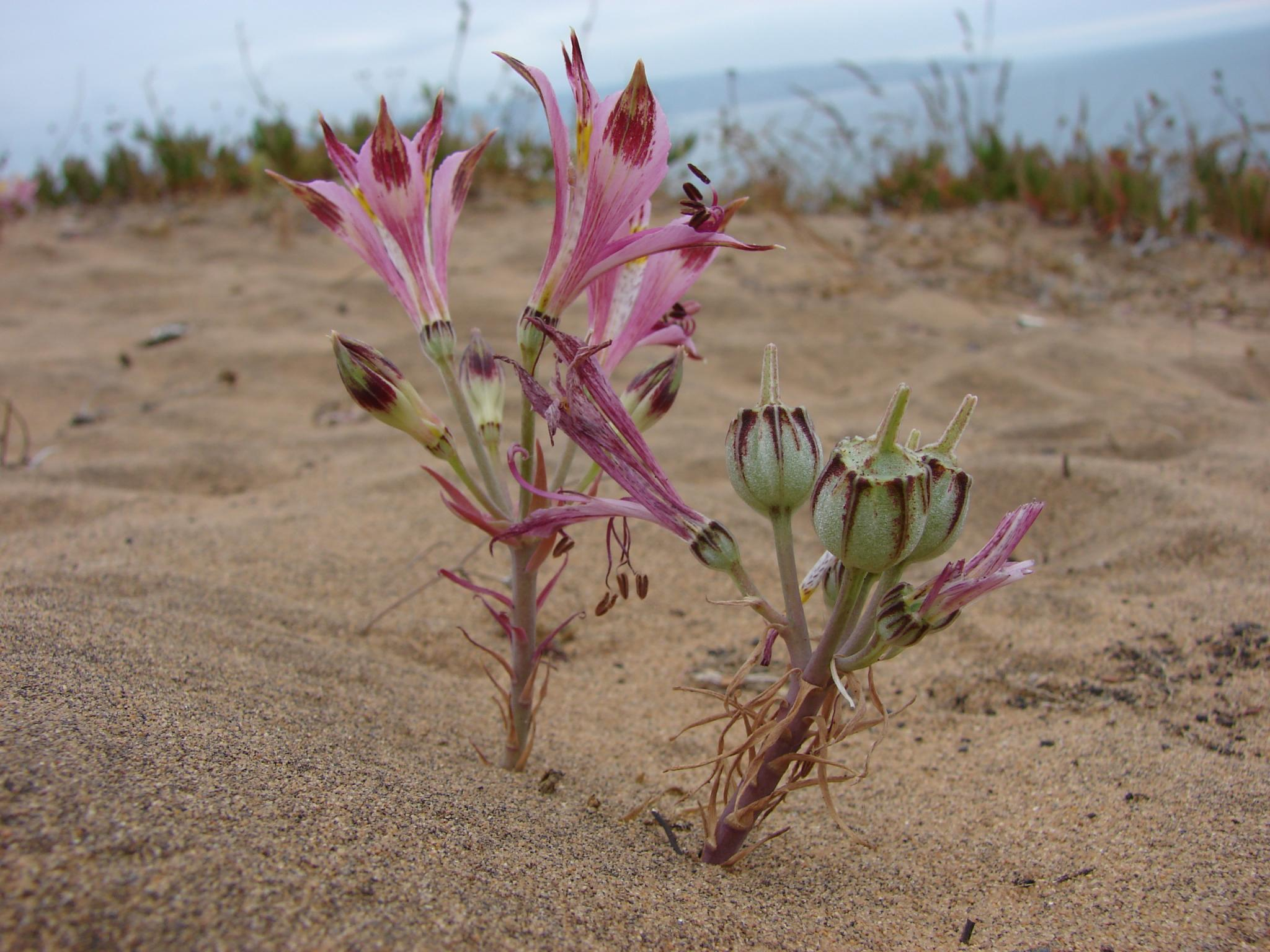
Alstroemeria recumbens

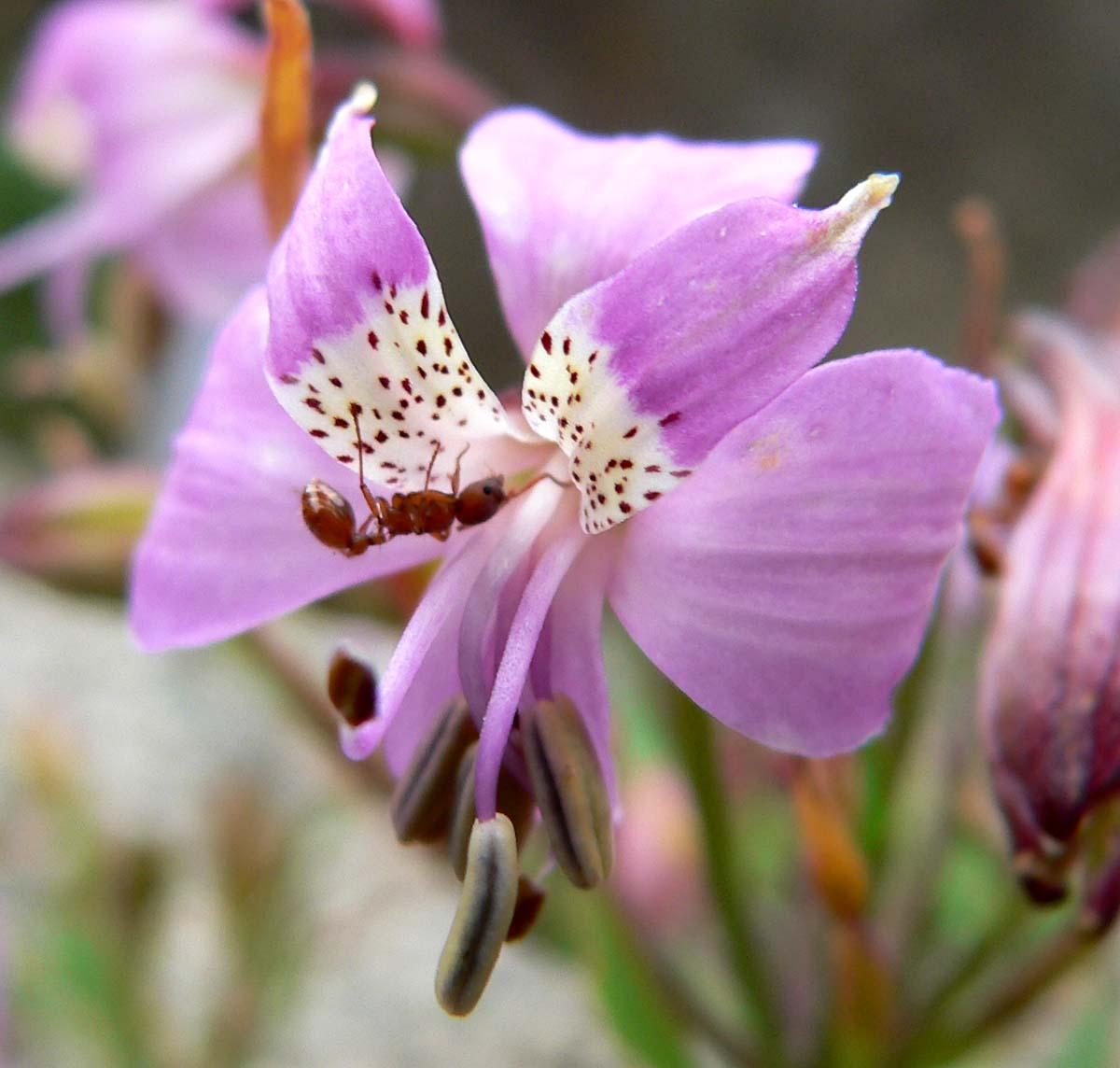
Alstroemeria revoluta

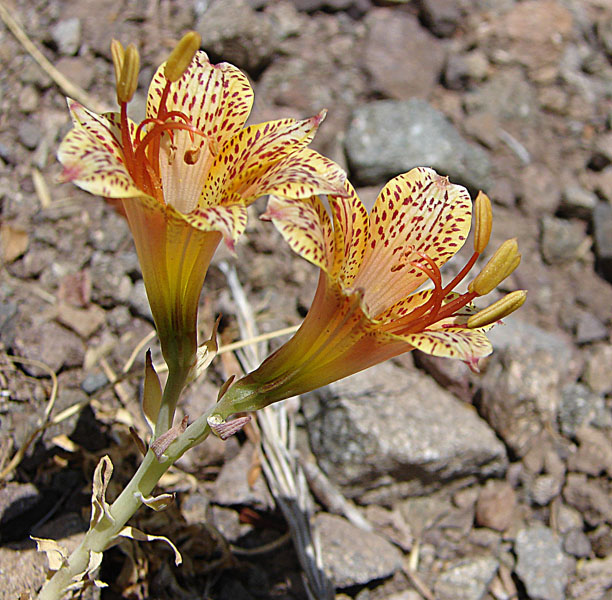
Verschiedenfarbige Inkalilie (Alstroemeria versicolor)

In der Gattung Inkalilien (Alstroemeria) gibt es etwa 126 Arten. Hier mit den Unterarten und Synonymen: 
- Alstroemeria achirae Muñoz-Schick & Brinck: Sie kommt in Chile vor.[4]
- Alstroemeria albescens M.C.Assis [5]: Sie kommt in Brasilien vor.[4]
- Alstroemeria altoparadisea Ravenna: Sie kommt in Brasilien vor.[4]
- Alstroemeria amabilis M.C.Assis: Sie kommt im südlichen Brasilien vor.[4]
- Alstroemeria andina Phil.: Mit den Unterarten:
  - Alstroemeria andina Phil. subsp. andina: Sie kommt im nördlichen Chile vor.[4]
  - Alstroemeria andina subsp. venustula (Phil.) Ehr.Bayer (Syn.: Alstroemeria venustula Phil.): Sie kommt im nördlichen Chile und in Argentinien vor.[4]
- Alstroemeria angustifolia Herb.: Mit den Unterarten:
  - Alstroemeria angustifolia Herb. subsp. angustifolia: Sie kommt im nördlichen und zentralen Chile vor.[4]
  - Alstroemeria angustifolia subsp. velutina Ehr.Bayer: Sie kommt im zentralen Chile vor.[4]
- Alstroemeria annapolina Ravenna: Sie kommt in Brasilien vor.[4]
- Alstroemeria apertiflora Baker: Sie kommt in Brasilien, Argentinien und Paraguay vor.[4]
- Alstroemeria aquidauanica Ravenna: Sie kommt in Brasilien vor.[4]
- Alstroemeria arnicana Ravenna: Sie kommt in Brasilien vor.[4]
- Alstroemeria aulica Ravenna: Sie kommt in Chile vor.[4]
- Goldene Inkalilie (Alstroemeria aurea Graham, Syn.: Alstroemeria aurantiaca D.Don): Sie kommt in Chile und im südlichen Argentinien vor.[4]
- Alstroemeria bahiensis Ravenna: Sie kommt in Brasilien vor.[4]
- Alstroemeria bakeri Pax: Sie kommt in Argentinien vor.[4]
- Alstroemeria bilabiata Ravenna: Sie kommt in Chile vor.[4]
- Alstroemeria brasiliensis Spreng.: Sie kommt in Brasilien vor.[4]
- Alstroemeria burchellii Baker: Sie kommt in Brasilien vor.[4]
- Alstroemeria cabralensis Ravenna: Sie kommt in Brasilien vor.[4]
- Alstroemeria caiaponica Ravenna: Sie kommt in Brasilien vor.[4]
- Alstroemeria calliantha M.C.Assis [5]:: Sie kommt im brasilianischen Bundesstaat Minas Gerais vor.[4]
- Alstroemeria cantillanica Ravenna: Sie kommt in Chile vor.[4]
- Alstroemeria capixaba M.C.Assis: Sie kommt in Brasilien vor.[4]
- Alstroemeria caryophyllaea Jacq.: Sie kommt im südöstlichen Brasilien vor.[4]
- Alstroemeria chapadensis Hoehne: Sie kommt in Brasilien vor.[4]
- Alstroemeria chorillensis Herb.: Sie kommt im westlichen Peru vor.[4]
- Alstroemeria crispata Phil.: Sie kommt im nördlichen Chile vor.[4]
- Alstroemeria cuiabana Ravenna: Sie kommt in Brasilien vor.[4]
- Alstroemeria cultrifolia Ravenna: Sie kommt in Brasilien vor.[4]
- Alstroemeria cunha Vell.: Sie kommt im südöstlichen Brasilien vor.[4]
- Alstroemeria decora Ravenna: Sie kommt in Chile vor.[4]
- Alstroemeria diluta Ehr.Bayer: Mit den Unterarten:
  - Alstroemeria diluta subsp. chrysantha Ehr.Bayer: Sie kommt im nördlichen und nördlich-zentralen Chile vor.[4]
  - Alstroemeria diluta Ehr.Bayer subsp. diluta: Sie kommt im zentralen Chile vor.[4]
- Alstroemeria discolor Ravenna: Sie kommt in Chile vor.[4]
- Alstroemeria douradensis Ravenna: Sie kommt in Brasilien vor.[4]
- Alstroemeria espigonensis Ravenna: Sie kommt in Brasilien vor.[4]
- Alstroemeria exserens Meyen (Syn.: Alstroemeria diazii Phil.): Sie kommt im zentralen Chile und im westlichen Argentinien vor.[4]
- Alstroemeria fiebrigiana Kraenzl.: Sie kommt im südlichen Bolivien vor.[4]
- Alstroemeria foliosa Mart.: Sie kommt im südöstlichen Brasilien und in Paraguay vor.[4]
- Alstroemeria fuscovinosa Ravenna: Sie kommt im südöstlichen Brasilien vor.[4]
- Alstroemeria garaventae Ehr. Bayer: Sie kommt im zentralen Chile vor.[4]
- Alstroemeria gardneri Baker: Sie kommt in Brasilien vor.[4]
- Alstroemeria glaucandra Ravenna: Sie kommt in Chile vor.[4]
- Alstroemeria gouveiana Ravenna: Sie kommt im brasilianischen Bundesstaat Minas Gerais vor.[4]
- Alstroemeria graminea Phil. (Syn.: Taltalia graminea (Phil.) Ehr.Bayer): Sie kommt im nördlichen Chile vor.[4]
- Alstroemeria hookeri Sweet (Syn.: Alstroemeria citrina Phil.): Mit den Unterarten:
  - Alstroemeria hookeri subsp. cummingiana (Herb.) Ehr.Bayer (Syn.: Alstroemeria cummingiana Herb., Alstroemeria versicolor var. cummingiana (Herb.) Baker): Sie kommt im zentralen Chile vor.[4]
  - Alstroemeria hookeri subsp. hookeri: Sie kommt im südlich-zentralen Chile vor.[4]
  - Alstroemeria hookeri subsp. maculata Ehr.Bayer: Sie kommt im zentralen Chile vor.[4]
- Alstroemeria huemulina Ravenna: Sie kommt in Chile vor.[4]
- Alstroemeria ibitipocae Ravenna: Sie kommt im brasilianischen Bundesstaat Minas Gerais vor.[4]
- Alstroemeria igarapavica Ravenna: Sie kommt in Brasilien vor.[4]
- Alstroemeria inodora Herb.: Sie kommt im südlichen und südöstlichen Brasilien vor.[4]
- Alstroemeria isabelleana Herb.: Sie kommt in Brasilien, Argentinien, Paraguay und Uruguay vor.[4]
- Alstroemeria itabiritensis Ravenna: Sie kommt im brasilianischen Bundesstaat Minas Gerais vor.[4]
- Alstroemeria itatiaica Ravenna: Sie kommt in Brasilien vor.[4]
- Alstroemeria jocunda Ravenna: Sie kommt in Chile vor.[4]
- Alstroemeria julieae M.C.Assis: Sie kommt im brasilianischen Bundesstaat Minas Gerais vor.[4]
- Alstroemeria kingii Phil.: Sie kommt im nördlichen Chile vor.[4]
- Alstroemeria lactilutea Ravenna & Brinck: Sie kommt in Chile vor.[4]
- Alstroemeria landimana Ravenna: Sie kommt in Brasilien vor.[4]
- Alstroemeria leporina Ehr.Bayer & Grau: Sie kommt in Chile vor.[4]
- Alstroemeria ligtu L.: Mit den Unterarten:
  - Rosa Inkalilie (Alstroemeria ligtu subsp. incarnata Ehr.Bayer): Sie kommt im zentralen Chile und im westlichen Argentinien vor.[4]
  - Gewöhnliche Inkalilie (Alstroemeria ligtu L. subsp. ligtu, Syn.: Alstroemeria haemantha Ruiz & Pav.): Sie kommt in Peru, Argentinien und Chile vor.[4]
  - Sims-Inkalilie (Alstroemeria ligtu subsp. simsii (Spreng.) Ehr. Bayer, Syn.: Alstroemeria haemantha auct., Alstroemeria simsii Spreng.): Sie kommt im zentralen Chile vor.[4]
  - Alstroemeria ligtu subsp. splendens Muñoz-Schick: Sie kommt in Chile vor.[4]
- Alstroemeria litterata Ravenna: Sie kommt in Brasilien vor.[4]
- Alstroemeria longaviensis Ravenna: Sie kommt in Chile vor.[4]
- Alstroemeria longistaminea Mart.: Sie kommt im nordöstlichen Brasilien vor.[4]
- Alstroemeria longistyla Schenk: Sie kommt in Brasilien vor.[4]
- Alstroemeria lutea Muñoz-Schick: Sie kommt in Chile vor.[4]
- Alstroemeria magna Ravenna: Sie kommt in Chile vor.[4]
- Alstroemeria magnifica Herb.: Mit den Unterarten und Varietäten:
  - Alstroemeria magnifica subsp. gayana (Phil.) Ehr.Bayer (Syn.: Alstroemeria gayana Phil., Alstroemeria magnifica subsp. gayana (Phil.) Ehr.Bayer): Sie kommt im zentralen Chile vor.[4]
  - Alstroemeria magnifica var. magenta (Ehr.Bayer) Muñoz-Schick (Syn.: Alstroemeria magenta Ehr.Bayer): Sie kommt in Chile vor.[4]
  - Alstroemeria magnifica Herb. subsp. magnifica (Syn.: Alstroemeria sierrae Muñoz): Sie kommt im zentralen Chile vor.[4]
  - Alstroemeria magnifica subsp. maxima (Phil.) Ehr.Bayer (Syn.: Alstroemeria pulchra var. maxima Phil.): Sie kommt im zentralen Chile vor.[4]
  - Alstroemeria magnifica var. tofoensis Muñoz-Schick: Sie kommt in Chile vor.[4]
- Alstroemeria malmeana Kraenzl.: Sie kommt im südlichen Brasilien vor.[4]
- Alstroemeria marticorenae Negritto & C.M.Baeza: Die 2015 erstbeschriebene Art kommt in Chile vor.[4]
- Alstroemeria modesta Phil.: Sie kommt im nördlich-zentralen Chile vor.[4]
- Alstroemeria mollensis Muñoz-Schick & Brinck: Sie kommt in Chile vor.[4]
- Alstroemeria monantha Ravenna: Sie kommt im nördlich-zentralen Chile vor.[4]
- Alstroemeria monticola Mart.: Sie kommt in Brasilien vor.[4]
- Alstroemeria nervosa Ravenna, nom. inval.
- Alstroemeria nidularis Ravenna: Sie kommt in Chile vor.[4]
- Alstroemeria nivea Ravenna: Sie kommt in Chile vor.[4]
- Alstroemeria ochracea M.C.Assis: Sie kommt im brasilianischen Bundesstaat Minas Gerais vor.[4]
- Alstroemeria orchidioides Meerow, Tombolato & F.K.Mey.: Sie kommt in Brasilien vor.[4]
- Alstroemeria oreas Schauer: Sie kommt in Chile vor.[4]
- Alstroemeria pallida Graham: Sie kommt im zentralen Chile vor.[4]
- Alstroemeria paraensis M.C.Assis: Sie kommt in Brasilien vor.[4]
- Alstroemeria patagonica Phil.: Sie kommt im südlichen Chile und im südlichen Argentinien vor.[4]
- Alstroemeria paupercula Phil. (Syn.: Alstroemeria violacea Phil.): Sie kommt in Peru und im nördlichen Chile vor.[4]
- Küsten-Inkalilie (Alstroemeria pelegrina L., Syn.: Alstroemeria pulchella L. f.): Sie kommt von Peru bis ins zentrale Chile vor.[4]
- Alstroemeria penduliflora M.C.Assis: Sie kommt im brasilianischen Bundesstaat Minas Gerais vor.[4]
- Alstroemeria philippii Baker: Mit den Unterarten:
  - Alstroemeria philippii subsp. adrianaeJ.M.Watson & A.R.Flores: Sie kommt im nördlichen Chile vor.[4]
  - Alstroemeria philippii subsp. philippii: Sie kommt im nördlichen Chile vor.[4]
- Alstroemeria piauhyensis Gardner ex Baker: Sie kommt im nordöstlichen Brasilien vor.[4]
- Alstroemeria plantaginea Mart. (Syn.: Alstroemeria firmulifolia Ravenna, Alstroemeria jequitiana Ravenna): Sie kommt in Venezuela und in Brasilien vor.[4]
- Alstroemeria poetica Ravenna: Sie kommt im nördlich-zentralen Chile vor.[4]
- Alstroemeria polpaicana Ravenna: Sie kommt in Chile vor.[4]
- Alstroemeria polyphylla Phil.: Sie kommt im zentralen Chile vor.[4]
- Alstroemeria presliana Herb.: Mit den Unterarten:
  - Alstroemeria presliana subsp. australis Ehr.Bayer: Sie kommt im zentralen Chile vor.[4]
  - Alstroemeria presliana Herb. subsp. presliana (Syn.: Alstroemeria chillanensis Grau & Ehr.Bayer): Sie kommt im zentralen Chile und im westlich-zentralen Argentinien vor.[4]
- Alstroemeria pseudospathulata Ehr.Bayer: Sie kommt im zentralen Chile und im westlich-zentralen Argentinien vor.[4]
- Alstroemeria psittacina Lehm.: Sie kommt ursprünglich von Brasilien bis ins nördliche Argentinien und Paraguay vor.[4]
- Alstroemeria pubiflora Ravenna: Sie kommt in Brasilien vor.[4]
- Alstroemeria pudica Ravenna: Sie kommt in Chile vor.[4]
- Alstroemeria pulchra Sims: Mit den Unterarten:
  - Alstroemeria pulchra subsp. lavandulacea Ehr.Bayer: Sie kommt im südlich-zentralen Chile vor.[4]
  - Alstroemeria pulchra Sims subsp. pulchra (Syn.: Alstroemeria ligtu var. pulchra (Sims) Baker): Sie kommt im zentralen Chile vor.[4]
- Alstroemeria punctata Ravenna: Sie kommt in Brasilien vor.[4]
- Alstroemeria pygmaea Herb. (Syn.: Schickendantzia hieronymi Pax): Sie kommt in Bolivien, Peru und im nordwestlichen Argentinien vor.[4]
- Alstroemeria radula Dusén: Sie kommt im südöstlichen Brasilien vor.[4]
- Alstroemeria recumbens Herb. (Syn.: Alstroemeria hookeri subsp. recumbens (Herb.) Ehr.Bayer): Sie kommt im nördlich-zentralen Chile vor.[4]
- Alstroemeria revoluta Ruiz & Pav.: Sie kommt im zentralen Chile vor.[4]
- Alstroemeria ribeirensis Ravenna: Sie kommt in Brasilien vor.[4]
- Alstroemeria roseoviridis Ravenna: Sie kommt in Brasilien vor.[4]
- Alstroemeria rupestris M.C.Assis: Sie kommt im brasilianischen Bundesstaat Minas Gerais vor.[4]
- Alstroemeria sabulosa Ravenna: Sie kommt in Chile vor.[4]
- Alstroemeria schizanthoides Grau: Sie kommt im nördlich-zentralen Chile vor.[4]
- Alstroemeria sellowiana Seub.: Sie kommt im südlichen Brasilien vor.[4]
- Alstroemeria spathulata C.Presl: Sie kommt im zentralen Chile und im westlichen Argentinien vor.[4]
- Alstroemeria speciosa M.C.Assis (Syn.: Alstroemeria insignis Kraenzl.): Sie kommt in Brasilien vor.[4]
- Alstroemeria spectabilis Ravenna: Sie kommt in Chile vor.[4]
- Alstroemeria stenopetala Seub.: Sie kommt in Brasilien vor.[4]
- Alstroemeria stenophylla M.C.Assis: Sie kommt in Brasilien vor.[4]
- Alstroemeria stramonia M.C.Assis & Mello-Silva: Die 2016 erstbeschriebene Art kommt nur im nördlichen im brasilianischen Bundesstaat Minas Gerais vor.[4]
- Alstroemeria talcaensis Ravenna: Sie kommt in Chile vor.[4]
- Alstroemeria timida Ravenna: Sie kommt in Chile vor.[4]
- Alstroemeria tombolatoana M.C.Assis: Sie kommt in Brasilien vor.[4]
- Alstroemeria traudliae J.M.Watson & A.R.Flores: Die 2015 erstbeschriebene Art kommt in Chile vor.[4]
- Alstroemeria umbellata Meyen (Syn.: Alstroemeria parvula Phil.): Sie kommt vom zentralen Chile bis zum zentralen Argentinien vor.[4]
- Alstroemeria variegata M.C.Assis: Sie kommt im brasilianischen Bundesstaat Minas Gerais vor.[4]
- Alstroemeria venusta Ravenna: Sie kommt in Chile vor.[4]
- Verschiedenfarbige Inkalilie (Alstroemeria versicolor Ruiz & Pav., Syn. Alstroemeria tigrina Phil.): Sie kommt im zentralen Chile vor.[4]
- Alstroemeria virginalis Ravenna & Brinck: Sie kommt in Chile vor.[4]
- Alstroemeria viridiflora Warm.: Sie kommt in Brasilien vor.[4]
- Alstroemeria werdermannii Ehr.Bayer: Mit den Unterarten:
  - Alstroemeria werdermannii subsp. flavicans (Muñoz-Schick) J.M.Watson & A.R.Flores: Sie kommt in Chile vor.[4]
  - Alstroemeria werdermannii subsp. werdermannii: Sie kommt in Chile vor.[4]
- Alstroemeria xavantinensis Ravenna: Sie kommt in Brasilien vor.[4]
- Alstroemeria yaelae Ravenna: Sie kommt in Chile vor.[4]
- Alstroemeria zoellneri Ehr.Bayer: Sie kommt im zentralen Chile vor.[4]

## Nutzung
Viele Alstroemeria-Sorten werden als Zierpflanzen, besonders als Schnittblumen, genutzt. Je nach Autor und Anlass stehe sie meist für Zuneigung, Freundschaft, Liebe, Vertrauen und Hingabe.
Von einigen Alstroemeria-Arten werden die stärkereichen, unterirdischen Pflanzenteile gegart gegessen.